# Ченстоховский повет
Ченстоховский повят (пол. Powiat częstochowski) — повят (район) в Польше, входит как административная единица в Силезское воеводство. Центр повята — город Ченстохова (в состав повята не входит). Занимает площадь 1519,49 км². Население — 135 686 человек (на 30 июня 2015 года).

## Административное деление
- города: Бляховня, Конецполь
- городско-сельские гмины: Гмина Бляховня, Гмина Конецполь, Ольштын (гмина)
- сельские гмины: Гмина Домброва-Зелёна, Гмина Каменица-Польска, Гмина Кломнице, Гмина Конописка, Гмина Крушина, Гмина Лелюв, Гмина Мстув, Гмина Мыканув, Гмина Почесна, Гмина Пширув, Гмина Рендзины, Гмина Старча

## Демография
Население повята дано на 30 июня 2015 года.
| Перепись            | Всего   | Мужчины | Женщины |
| ------------------- | ------- | ------- | ------- |
|                     | чел.    | чел.    | чел.    |
| Всего               | 135 686 | 66 458  | 69 228  |
| Городское население | 15 907  | 7 603   | 8 604   |
| Сельское население  | 119 779 | 58 855  | 60 924  |